# Schrei nach Liebe
Schrei nach Liebe (« Cri d'amour ») est une chanson du groupe de punk rock allemand Die Ärzte.

## Historique
Sortie en 1993, la chanson devient un tube en Allemagne et une chanson phare du groupe. Elle dénonce le fascisme et les attaques de l'extrême droite envers les immigrés.
Au début des années 1990, le thème du radicalisme de droite était d'actualité en Allemagne en pleine crise des réfugiés de la Yougoslavie en guerre et en raison de violentes agressions commises contre des étrangers, notamment lors des émeutes de Rostock ou de l'incendie criminel de Solingen.
En 2015, pour la première fois en 22 ans, le titre se hisse à la tête des charts en Allemagne après une mobilisation sur les réseaux sociaux contre la xénophobie et en soutien aux réfugiés de la guerre civile syrienne en Allemagne.
Les revenus des ventes de la chanson sont reversés à l'organisation d'aide aux réfugiés Pro Asyl.